# Rudolph Nissen
Rudolph Nissen (también escrito Rudolf Nissen) (5 de septiembre de 1896 - 22 de enero de 1981) fue un cirujano que dirigió departamentos de cirugía en Turquía, Estados Unidos y Suiza. La funduplicatura de Nissen, un procedimiento quirúrgico para el tratamiento de la enfermedad por reflujo gastroesofágico, lleva su nombre. Nissen completó la primera neumonectomía realizada por un médico occidental en 1931. En 1948, realizó un refuerzo de aneurisma de aorta abdominal que prolongó la vida de Albert Einstein, aunque fallecería años más tarde por esta dolencia. Se formó con los médicos alemanes Ludwig Aschoff y Ferdinand Sauerbruch.

## Biografía
Nissen nació en una familia judeoalemana en Neisse, Silesia, Imperio Alemán, en 1896. Era el hijo de Franz Nissen, un cirujano muy conocido. Rudolph Nissen realizó estudios médicos en Munich, Marburg y Breslavia. Luego se formó en patología con el médico Ludwig Aschoff en la Universidad de Friburgo. Durante la Primera Guerra Mundial, se desempeñó en una unidad del cuerpo médico y fue gravemente herido por un disparo en el pulmón que le causó problemas de por vida. Terminó sus estudios de medicina después de la guerra. En 1921, llegó a la Universidad de Munich como asistente del cirujano alemán Ferdinand Sauerbruch. Seis años más tarde, Sauerbruch y Nissen se mudaron a la Charité en la Universidad de Berlín. En 1933, Nissen se convirtió en el jefe del departamento de cirugía en la Universidad de Estambul. El traslado fue motivado por el boicot judío de Hitler, aunque Nissen al principio no fue afectado directamente por la legislación antijudía porque había sido un soldado activo durante la Primera Guerra Mundial.
Nissen dejó Turquía en los Estados Unidos en 1939. Fue investigador en cirugía en el Hospital General de Massachusetts durante dos años. Pasó varios años en Nueva York como jefe de los programas de cirugía del Jewish Hospital y del Maimonides Medical Center. Fue jefe de departamento en la Universidad de Basilea desde 1952 hasta su jubilación en 1967. Murió en 1981 en Riehen.